# Không quân Quốc gia Khmer
Không quân Quốc gia Khmer (tiếng Pháp: Armée de l'Air Khmère – AAK; tiếng Anh: Khmer National Air Force - KNAF hoặc KAF) là quân chủng không quân Quân lực Quốc gia Khmer (FANK) và là lực lượng quân sự chính thức của nước Cộng hòa Khmer trong cuộc nội chiến Campuchia năm 1970–1975.

## Lịch sử

### Hình thành (1954–1955)
Mặc dù liên đội non trẻ của Quân đội Hoàng gia Khmer được lên kế hoạch lần đầu tiên vào năm 1952 nhưng mãi đến ngày 22 tháng 4 năm 1954 thì Không quân Hoàng gia Khmer (tiếng Pháp: Aviation Royale Khmère – AVRK) mới chính thức thành lập dựa theo sắc lệnh của Hoàng thất Campuchia. Dưới sự chỉ huy của Đại tá Ngo Hou, nguyên bác sĩ riêng của Hoàng thân Norodom Sihanouk là và được biết đến một cách mỉa mai là ‘Câu lạc bộ Hàng không Hoàng gia’. Không quân Hoàng gia Khmer ban đầu chỉ có một phi đội gồm bốn máy bay liên lạc Morane-Saulnier MS.500 Criquet, hai máy bay chuyên dụng hạng nhẹ Cessna 180, một máy bay cá nhân hạng nhẹ Cessna 170 và một máy bay vận tải DC-3 được sửa sang để chuyên chở yếu nhân (VIP). Ở giai đoạn này, Không lực Hoàng gia Khmer chưa phải là một quân chủng độc lập; vào lúc đầu, cán bộ nhân viên Không lực phải lấy từ bên Công binh qua, Bộ Quốc phòng đặt quân chủng Không quân Hoàng gia Khmer dưới sự kiểm soát hành chính của Tổng cục thanh tra Công binh quân đội.

### Phát triển (1955–1964)
Trong giai đoạn mở rộng lần đầu từ năm 1955–1962, Không quân Hoàng gia Khmer nhận được sự hỗ trợ từ Pháp, Mỹ, và Israel với việc cung cấp các chương trình huấn luyện, hỗ trợ kỹ thuật và máy bay bổ sung. Phái đoàn cố vấn viện trợ quân sự Mỹ (USMAAG) đã chuyển nhượng 14 chiếc máy bay huấn luyện T-6G Texan, 8 máy bay trinh sát Cessna L-19A Bird Dog, 3 máy bay liên lạc DHC L-20 Beaver và 7 máy bay vận tải C-47 (sớm được gia nhập với thêm hai chiếc vận tải cơ C-47 mua từ Israel) cho phép Không quân Hoàng gia Khmer sở hữu một khả năng tấn công hạng nhẹ cũng như nâng cao công tác trinh sát và khả năng vận chuyển quân đội.

### Trung lập (1964–1970)
Các khóa huấn luyện máy bay đầu tiên trong nước bắt đầu vào tháng 10 năm 1954 bởi các huấn luyện viên người Pháp tại Trường huấn luyện Hàng không Hoàng gia mới được thành lập tại sân bay Pochentong gần Phnôm Pênh, dù các khóa sinh phi công người Khmer về sau đều được đưa sang Pháp. Vào tháng 8 năm 1964, chương trình viện trợ USMAAG của Mỹ đã bị đình chỉ khi Campuchia vừa thông qua một chính sách trung lập, do đó Không quân Hoàng gia Khmer tiếp tục dựa vào viện trợ quân sự từ Pháp, nhưng đồng thời cũng quay sang phía Úc, Liên Xô và Trung Quốc về khoản máy bay và huấn luyện.
Do thiếu hụt nguồn nhân lực và khí tài bay hạn chế, Không lực Khmer khó đảm bảo việc bảo vệ không phận quốc gia. Mặc dù có vài đường băng khác hơn Pochentong, thế nhưng chúng chỉ được sử dụng tạm thời như đường băng hạ cánh khẩn cấp và chẳng bao giờ làm thành căn cứ không quân thứ cấp. Do đó, không quân chỉ đơn thuần được coi là một lực lượng yểm trợ tác chiến nhằm cung cấp các dịch vụ vận chuyển hàng không cho các đơn vị bộ binh và thỉnh thoảng đóng vai trò không yểm cho các cuộc hành quân tác chiến trên bộ và trên biển. 

### Tổ chức trước năm 1970
Tháng 3 năm 1970, Không quân Hoàng gia Campuchia có tổng quân số lên đến 1250 sĩ quan và phi công dưới sự chỉ huy của Đại tá Keu Pau Ann, bao gồm một phần các nhân viên phi hành đoàn tổ bay (phi công, hoa tiêu, kỹ sư máy bay, điện đài viên và công nhân cơ khí hàng không) và kỹ thuật viên mặt đất (điều không, nhân viên đài phát thanh và radar, thợ máy và các nhân viên phụ trợ). Các thành phần không quân chính của Liên đoàn Không quân chiến thuật gồm bốn nhóm bay - một huấn luyện nâng cao, một tấn công, một vận tải và liên lạc và một quang báo - được cung cấp bằng một loạt khí tài hỗn hợp gồm 143 máy bay với 23 loại khác nhau, nguồn gốc chủ yếu là từ Pháp, Mỹ, Liên Xô, Trung Quốc, Nam Tư và Canada. Hầu hết các máy bay và nhân viên đều tập trung tại căn cứ quân sự gần kề sân bay quốc tế Pochentong ở Phnôm Pênh, nơi đặt Học viện Hàng không và Bộ chỉ huy Không quân Hoàng gia Khmer được cấu trúc như sau:   
- Học viện Hàng không (Trường huấn luyện Hàng không Hoàng gia) tại Pochentong sử dụng một phi đội huấn luyện nâng cao gồm có 8 máy bay huấn luyện hạng nhẹ Yakovlev Yak-18 Max và 12 chiếc Gardan GY-80 Horizon, cộng với 4 máy bay huấn luyện phản lực Potez CM.170R Fouga Magister (chuyển đổi sang vai trò tấn công trên bộ) và 4 chiếc Cessna T-37B Tweet.
- Không đoàn tiêm kích gồm có sáu máy bay Shenyang J-5, 12 máy bay chiến đấu MiG-17F, và một máy bay huấn luyện phản lực MiG-15UTI, 16 máy bay tấn công ban đêm có ba chỗ ngồi Douglas AD-4N Skyraider (chỉ có tám cái hoạt động vào năm 1968) và 17 máy bay huấn luyện T-28D Trojan Bắc Mỹ chuyển đổi sang vai trò máy bay ném bom-chiến đấu.[2]
- Không đoàn trợ chiến trinh sát gồm có 8 máy bay trinh sát hạng nhẹ Cessna L-19 Bird Dog.
- Không đoàn vận tải liên lạc sử dụng máy bay vận tải bốn động cơ Douglas C-54B Skymaster (được dùng để chở yếu nhân), một máy bay vận tải chuyên dụng Ilyushin Il-14, hai máy bay vận tải chuyên dụng Cessna 180 Skywagon, ba máy bay vận tải chuyên dụng De Havilland Canada DHC L-20 Beaver STOL, ba chuyên cơ liên lạc UTVA 60AT1, sáu máy bay vận tải hai động cơ hạng nhẹ Dassault MD 315R Flamant, tám máy bay vận tải Antonov An-2 Colt và 12 máy bay vận tải Douglas C-47 Skytrain.
- Không đoàn trực thăng sử dụng một chiếc trực thăng vận tải chuyên dụng Mil Mi-4 Hound, một Sikorsky H-19 Chickasaw và hai Sikorsky H-34 Choctaw, cộng thêm tám trực thăng hạng nhẹ Sud Aviation SA 3130 Alouette II và ba hoặc năm chiếc Sud Aviation SA 316B Alouette III.[3]

Ngoài những máy bay được mua lại hoặc tặng từ các quốc gia thân thiện, Không quân Hoàng gia Khmer từ năm 1962 và 1966 được sáp nhập vào danh mục khí tài một số lượng nhỏ máy bay và trực thăng do những phi công Không lực Việt Nam Cộng hòa (VNAF) đào ngũ bay sang Campuchia, trong đó bao gồm ba máy bay A-1H Skyraider và hai trực thăng Sikorsky H-34.

#### Tiểu đoàn An ninh Không quân
Để tuần tra các căn cứ và máy bay chính yếu ở Pochenton nhằm chống lại các hành vi phá hoại hoặc các cuộc tấn công của đối phương, khoảng năm 1967-1968, Bộ Tư lệnh Không quân Quốc gia Khmer đã cho thành lập một tiểu đoàn bảo vệ an ninh phi trường gọi tắt là Tiểu đoàn an ninh Không quân (tiếng Pháp: Battaillon de Fusiliers de l'Air - BFA). Tương tự như chức năng của Trung đoàn Không quân Hoàng gia Anh, BFA được tổ chức như một tiểu đoàn bộ binh hạng nhẹ bao gồm ba đại đội súng trường được phân công chủ yếu dành cho nhiệm vụ bảo vệ an ninh sân bay và phòng thủ tĩnh. Thường xuyên được phân bổ tại căn cứ không quân Pochenton do Thiếu tá Sou Chhom chỉ huy, tiểu đoàn có khoảng 200-300 phi công được trang bị các loại súng trường kiểu chốt và súng tiểu liên lỗi thời do Pháp sản xuất.

### Tái tổ chức (1970–1971)
Không quân Quốc gia Khmer (tiếng Pháp: Aviation Nationale Khmère – AVNK) tái chỉnh trang tạm thời trong sự khuấy động của cuộc đảo chính năm 1970, tuy Không lực Campuchia vẫn còn lại Bộ Tư lệnh Quân đoàn phụ cho đến khi sáp nhập vào ngày 8 tháng 6 năm 1971, mới chính thức trở thành quân chủng độc lập thứ ba trong Quân lực Quốc gia Khmer. Trạng thái mới này sau đó đã được xác nhận vào ngày 15 tháng 12, khi Không lực Quốc gia Khmer chính thức đổi tên thành Không lực Khmer - KAF (tiếng Pháp: Armée de l'Air Khmère - AAK). 

#### Vụ đột kích Pochentong
Vào đêm ngày 21-22 tháng 1 năm 1971, khoảng 100 lính đặc công và công binh Quân đội Nhân dân Việt Nam đã vượt qua vành đai phòng thủ "Biệt khu Thủ đô" (RMS) do quân đội Campuchia thiết lập xung quanh Phnôm Pênh và thực hiện một cuộc đột kích ngoạn mục vào căn cứ không quân Pochentong. Toàn đội chia thành 6 phân đội nhỏ hơn được trang bị chủ yếu là súng trường AK-47 và súng chống tăng RPG-7, các đơn vị đặc công Quân đội Nhân dân Việt Nam đã thành công trong việc bóc các lớp hàng rào kẽm gai và nhanh chóng áp đảo số lính trang bị kém của Tiểu đoàn an ninh làm nhiệm vụ đêm đó.
Một khi vào được bên trong khu căn cứ, đội đặc công liền tung ra một đợt bắn chặn dữ dội bằng các loại súng nhỏ và súng phóng lựu bắn vào bất kỳ máy bay nào mà họ tìm thấy trên khu vực đậu xe tiếp giáp với đường băng và các công trình gần đó; một trong những đội đặc công thậm chí còn trèo vào cạnh khu nhà ga thương mại của sân bay dân sự và sau khi chiếm giữ vị trí tại nhà hàng quốc tế bên trên mái nhà, họ bắn một quả rocket vào kho chứa bom napalm gần thềm để máy bay của Không lực Việt Nam Cộng hòa.
Cuộc tập kích đã xóa sổ phần lớn trang bị của không quân Khmer. Khoảng 50 lính Campuchia chết và trên 300 lính bị thương, nhiều xe cơ giới và 69 máy bay bị phá hủy hoặc hư hại nặng trong trận này, trong khi Quân đội Nhân dân Việt Nam chỉ tổn thất 3 người.

### Tái tổ chức (1971–1972)
Hàng loạt căn cứ không quân mới được thành lập tại Battambang (Phi trường 123), Kompong Cham (Phi trường 125), Kompong Chnang (Phi trường 124) và Ream (Phi trường 122) trong khi các sân bay thứ cấp và sân bay trực thăng các loại được thiết lập ở Kampot, Udong, KompongThom và Stung Mean Chey gần Phnôm Pênh.

### Mở rộng (1972–1974)
Tháng Giêng năm 1975, tổng quân số Không lực Quốc gia Khmer đã lên đến cao điểm với 10,000 sĩ quan và phi công (bao gồm cả nữ phi công) dưới sự chỉ huy của Chuẩn tướng Ea Chhong, được trang bị một loạt khí tài tổng cộng 211 máy bay các loại được phân phối giữa các phi đoàn trong Liên đoàn Không quân chiến thuật như sau:  
- Phi đoàn tiêm kích số 1 gồm 64 máy bay ném bom T-28D.
- Phi đoàn gunship cỡ nhỏ có khoảng 10 chiếc gunship cỡ nhỏ AU-24A.[6]
- Phi đoàn điều không tiền tuyến sử dụng 45 máy bay trinh sát hạng nhẹ Cessna O-1D Bird Dog và 16 máy bay liên lạc U-1A Otter.
- Phi đoàn vận tải số 1 gồm 17 máy bay vận tải Fairchild C-123K Provider, 23 máy bay vận tải C-47 và mười bốn gunship Douglas AC-47D Spooky.[7]
- Phi đoàn trực thăng có 10 chiếc gunship Bell UH-1G, 46 máy bay vận tải Bell UH-1H, ba chiếc trực thăng hạng nhẹ Sud Aviation SA 316B Alouette III và hai máy bay vận tải chuyên dụng Sikorsky H-34 Choctaw.[8]
- Phi đoàn huấn luyện nâng cao của Học viện Không quân đóng ở căn cứ không quân Battambang sử dụng các loại máy huấn luyện gồm sáu chiếc C-47, 16 chiếc T-28B, 10 chiếc Gardan GY-80 Horizon, 22 chiếc Cessna T-41 Mescalero và 24 máy bay huấn luyện phản lực Cessna T-37B Tweet.[9][10]

#### Trung đoàn An ninh Không quân
Sau một vài vụ tấn công các sân bay Campuchia vào đầu cuộc chiến, lực lượng an ninh Không lực Khmer đã trải qua một sự cải tổ lớn vào giữa năm 1971. Tiểu đoàn an ninh sân bay bị nã pháo liên hồi tại Pochentong đã được mở rộng cho phù hợp từ một tiểu đoàn súng trường duy nhất gồm ba đại đội đến một trung đoàn trọn vẹn gồm ba tiểu đoàn, tiếp nhận sự chỉ định của Trung đoàn an ninh Không quân số 1 (tiếng Pháp: 1er Regiment de Fusiliers de l’Air – 1 RFA). Từ giữa tháng 7 năm 1971 đến tháng 12 năm 1972, các tiểu đoàn không quân được luân chuyển thông qua các chương trình huấn luyện bộ binh chuyên sâu ở miền Nam Việt Nam để nâng cao khả năng chiến đấu của họ, với các phi công được lựa chọn một số khóa huấn luyện chuyên ngành như vào đầu năm 1973, Trung đoàn an ninh Không quân số 1 gồm hai tiểu đoàn cộng thêm một tiểu đoàn chuyên được huấn luyện cho các phi vụ tìm kiếm, giải cứu và bảo vệ yếu nhân (VIP). 
Bộ Tư lệnh an ninh Không quân Khmer dưới sự chỉ huy của Đại tá Sou Chhom được tăng cường vào năm 1974, một đơn vị thứ hai được điều động nhằm củng cố phòng tuyến tại căn cứ không quân Kompong Cham sẽ trở thành Trung đoàn an ninh Không quân số 2 (tiếng Pháp: 2éme Regiment de Fusiliers de l’Air – 2 RFA). Các tiểu đoàn của Trung đoàn an ninh Không quân số 2 do Lực lượng đặc biệt Khmer phụ trách huấn luyện trong nước tại Trung tâm huấn luyện bộ binh Ream gần Kompong Som. Đến tháng 4 năm 1975, lực lượng an ninh Không lực Khmer có tổng quân số lên đến 1,600 phi công biên chế thành sáu tiểu đoàn bộ binh hạng nhẹ, được trang bị các loại vũ khi nhỏ đã lỗi thời của Mỹ và tịch thu các loại vũ khí nhỏ hiện đại của Liên Xô hoặc Trung Quốc.

## Chiến sử

### Tham chiến (1971–1973)
Ngày 7 tháng 10 năm 1972, quân Giải phóng miền Nam Việt Nam một lần nữa lại tung thêm lực lượng đặc công thực hiện đòn tấn công bí mật vào Phnôm Pênh, gồm khoảng 103 người thuộc Trung đoàn đặc công 367 Quân đội Nhân dân Việt Nam đột kích vào Bộ Tư lệnh Thiết kỵ Lục quân Quốc gia Khmer đóng tại sân vận động Olympic ở vùng ngoại ô phía bắc thủ đô Campuchia, nơi đặt bãi đậu xe thiết giáp trong nhà. Quân đội Việt Nam Dân chủ Cộng hòa thậm chí đã chiếm được bảy chiếc xe thiếp giáp bộ binh M-113 APC và lái chúng ra ngoài xếp thành đội hình tiến vào các đường phố của thủ đô, khiến dân chúng hoảng loạn cực độ. Bị bất ngờ lúc đầu, Quân đội Campuchia đã phải mất vài giờ để ổn định tình hình, lập lại trật tự và yêu cầu không yểm khẩn cấp. Không quân Quốc gia Khmer đáp lại bằng cách điều hai chiếc gunship AC-47 tới yểm trợ bộ binh bằng hỏa lực đã thành công trong việc vô hiệu hóa các chiếc M-113 APC, chặn đứng nhóm quân đối phương trước khi họ có thể tiến tới trung tâm thành phố, tại đây hai bên xảy ra một trận đụng độ dữ dội khiến 83 lính đặc công Việt Nam thiệt mạng, không rõ tổn thất của quân Campuchia
Không quân Quốc gia Khmer đã thực hiện trót lọt một phi vụ oanh tạc lớn vào tháng 3 năm 1974, khi một phi đội 10 máy bay ném bom T-28 do máy bay chỉ điểm điều không tiền phương (FAC) Cessna O-1D Bird Dog dẫn đường đánh phá điểm trung chuyển Dambe của quân Giải phóng miền Nam Việt Nam thuộc địa phận Kratie, nơi khoảng 250 xe tải tiếp tế chất đầy đạn dược được dấu trong một đồn điền gần đó. Sau khi các viên phi công Không lực Quốc gia Khmer lái chiếc T-28 đã thả hàng loạt bom 110 kg (250 lb) xuống khu đồn điền, chúng đột nhiên gây kích động một phản ứng nổ dây chuyền - dựa trên việc phân tích các tấm hình do thám trên không sau cuộc tấn công, không quân Khmer tuyên bố ít nhất 125 xe tải bị phá hủy, được xem là một kỷ lục trong chiến tranh Việt Nam.

### Bất ổn (1973–1974)
Ngày 17 tháng 3 năm 1973, viên phi công Không lực Quốc gia Khmer ủng hộ Sihanouk bất mãn chính phủ cộng hòa là Đại úy không quân So Patra, đã tự mình lái chiếc máy bay chiến đấu thả bom T-28D bay vào khu trung tâm thủ đô Phnôm Pênh và bất chợt bổ nhào xuống ném bom Dinh Tổng thống tại quận Chamkarmon. Tổng cộng vụ đánh bom đã khiến 43 người thiệt mạng và 35 người bị thương, sau đó viên phi công này đã bay tới trốn tại đảo Hải Nam thuộc vùng biển Đông.
Ngày 19 Tháng 11 năm 1973, Dinh Tổng thống lại bị oanh tạc một lần nữa bởi viên phi công bất đồng chính kiến là Trung úy không quân Pich Lim Khun, người sau đó đã lái chiếc T-28D bỏ trốn sang địa phận tỉnh Kratie do Khmer Đỏ kiểm soát. Hậu quả của vụ không kích lần này khiến cho Tổng thống Lon Nol phải tiến hành đợt thanh trừng những thành phần Không lực Quốc gia Khmer bị xem là không trung thành hoặc thân cộng sản.
Ngày 14 tháng 4 năm 1974, lại xảy ra một vụ việc tương tự, một viên phi công đào ngũ là Khiev Yos Savath đã cố gắng tiến hành một vụ không kích nhằm ám sát Tổng thống Cộng hòa Khmer. Sáng hôm đó, máy bay chiến đấu thả bom T-28D do kẻ đào ngũ lái đã ném bốn quả bom 110 kg (250 lb) xuống trụ sở Bộ Tổng Tham mưu Quân lực Quốc gia Khmer (EMG). Chốc lát nó đã hạ cánh khoảng 60 feet (19 mét) từ nơi mà Trung tướng Sak Sutsakhan đang chủ trì một cuộc họp nội các. Mặc dù các quan chức kịp thời thoát ra ngoài, thế nhưng loạt bom đã cướp đi mạng sống của bảy người và khiến nhiều người khác bị thương, gây chấn động dư luận trong và ngoài nước một thời gian dài.

### Suy vong (1974–1975)
Chỉ vào những tháng cuối cùng của cuộc chiến mà Không quân Quốc gia Khmer cuối cùng cũng vượt quá tất cả các thành tích trước đó. Tận dụng tối đa ưu thế trên không của mình, Không lực Quốc gia Khmer sử dụng tất cả các khung máy bay có giới hạn khác nhau, từ máy bay chiến đấu thả bom T-28D, trực thăng vũ trang UH-1G, gunship AC-47D và AU-24A cùng máy bay huấn luyện phản lực T-37B được chuyển đổi sang vai trò cường kích, và ngay cả máy bay vận tải C-123K cũng chuyển thành máy bay ném bom hạng nặng ứng biến – tung ra một số phi vụ chiến đấu chưa từng có nhằm chống lại các lực lượng Khmer Đỏ đang tập trung quanh Phnôm Pênh. Hoạt động chống lại lưới lửa phòng không tương đối yếu của đối phương, viên phi công T-28 người Campuchia đã bay hơn 1.800 phi vụ vào ban ngày trong khoảng thời gian hai tháng một mình trong khi AU-24 và C-123 lại thực hiện các phi vụ ném bom vào ban đêm chống lại các vị trí tên lửa 107mm mà đối phương cố thủ ở phía bắc thủ đô.
Bên cạnh các phi vụ chiến đấu, Không quân Quốc gia Khmer cũng tham gia trong các nỗ lực sơ tán vào phút cuối. Ngày 12 tháng 4 năm 1975, mấy chiếc T-28 và UH-1 còn tiến hành yểm trợ cuộc di tản của Đại sứ quán Mỹ trong chiến dịch Eagle Pull. Bộ Tư lệnh Không quân Quốc gia Khmer còn giữ lại bảy chiếc trực thăng vận tải UH-1H dự phòng tại một sân bay trực thăng ứng biến gắn trên các căn cứ của Sân vận động quốc gia ở Phnôm Pênh tại khu liên hợp thể thao Cércle Sportif, sẵn sàng sơ tán các thành viên chủ chốt của chính phủ. Tuy nhiên, ba trong số bảy chiếc trực thăng đã bị bỏ lại do trục trặc kỹ thuật khi đợt di tản cuối cùng diễn ra vào buổi sáng ngày 17 tháng 4. Một trong số các nhóm quan chức cấp cao di tản lên bốn chiếc trực thăng còn lại bay đến Kompong Thom chính là Tư lệnh không quân Quốc gia Khmer Ea Chhong.
Bất chấp những nỗ lực tốt nhất của họ, Không quân Quốc gia Khmer quá căng thẳng một mình khó mà ngăn chặn sự thất bại của quân đội Campuchia và đẩy lui làn sóng tiến công của lực lượng Khmer Đỏ. Ngày 16 tháng 4, những chiếc T-28 Không lực Quốc gia Khmer xuất kích chiến đấu lần cuối cùng bằng cách ném bom Trung tâm kiểm soát Không quân và nhà chứa máy bay tại Pochentong để tránh rơi vào tay các đơn vị quân nổi dậy. Sau khi dùng hết hầu như toàn bộ đồ quân nhu dự phòng, 97 máy bay bao gồm 50 T-28D, 13 UH-1H, 12 O-1D, 10 C-123K, 7 AC-47D, 3 AU-24A, 9 C-47 và T-41D –sẽ lần lượt do các phi hành đoàn bay ra khỏi các khu căn cứ không quân Pochentong, Battambang, Kompong Cham, Kompong Thom, Kompong Chnang và Ream (với một số nhỏ người tị nạn dân sự trên khoang) ẩn náu an toàn ở nước láng giềng Thái Lan.
Toán nhân viên Không quân Quốc gia Khmer còn lại ở Campuchia bao gồm các kỹ thuật viên mặt đất, một số phi công, và những phi công phục vụ trong Tiểu đoàn an ninh Không quân không có sự lựa chọn nào khác ngoài việc đầu hàng, hầu hết trong số họ đều bị Khmer Đỏ xử tử. Tuy nhiên, các báo cáo sau đó đã xác nhận rằng chỉ vài cựu phi công có đủ trình độ chuyên môn và kỹ thuật thoát khỏi số phận này bằng cách trưng dụng vào Không quân của chế độ Khmer Đỏ để bay và duy trì những máy bay còn bỏ lại phía sau do Pháp và Mỹ chế tạo.

## Kết quả
Đến năm 1975, Không quân Quốc gia Khmer thiệt hại tổng cộng 100 máy bay, chủ yếu là do chiếu đấu tiêu hao, tai nạn huấn luyện và đào ngũ, cũng như với các nguyên nhân khác – từ tháng 12 năm 1971 và tháng Giêng năm 1972, bốn chiếc trực thăng hạng nhẹ Alouette II và một chiếc Alouette III được gửi ra nước ngoài để bảo trì và tổng kiểm tra tại Công ty Công trình Phi cơ Hồng Kông (HAECO) ở Hồng Kông, nhưng chẳng có hồ sơ ghi lại những chiếc khung máy bay này đã bao giờ trở lại Campuchia.
Khmer Đỏ đã tiếp quản nhằm tận dụng ít nhất 22 máy bay ném bom T-28D, bốn máy bay huấn luyện GY-80, 10 máy bay huấn luyện phản lực T-37, chín máy bay huấn luyện T-41D, bảy máy bay vận tải C-123K, chin gunship cỡ nhỏ AU-24, sáu gunship AC-47D, 14 máy bay vận tải C-47, 20 trực thăng UH-1H và UH-1G và ba chiếc trực thăng hạng nhẹ Alouette III, mặc dù bảo dưỡng kém và thường xuyên thiếu phụ tùng thay thế có nghĩa là chỉ có một số ít các khung máy bay vẫn còn có thể dùng được vào cuối những năm 1970.

## Tư lệnh Không quân
- Chuẩn tướng So Satto (1970–1972)
- Chuẩn tướng Penn Randa (1972–1973)
- Chuẩn tướng Ea Chhong (1973–1975)

## Quân phục và phù hiệu

### Lễ phục
Các sĩ quan Không quân Hoàng gia Khmer đã dùng bộ lễ phục hải ngoại màu xanh hoàng gia lần đầu tiên vào giữa thập niên 1950, bao gồm một bộ áo chẽn và quần dài là loại phỏng theo bộ lễ phục màu kaki M1946/56 của quân đội Pháp (tiếng Pháp: Vareuse d’officier Mle 1946/56 et Pantalon droit Mle 1946/56); mẫu mùa hạ nhạt may bằng vải bông cũng được cấp phát. Khi hoạt động trong quân chủng, bộ lễ phục màu xanh được mặc kèm theo một chiếc áo sơ mi màu xanh nhạt và cà vạt màu xanh hoàng gia, vào những dịp lễ nghi thì thay bằng áo sơ mi trắng và cà vạt đen; sự kết hợp này còn mặc kèm thêm bộ trang phục mùa hè màu trắng bông. Cổ áo mở theo kiểu Pháp, áo chẽn bốn nút cùng hai túi ngực nếp gấp có nắp và hai túi ngực không nếp gấp hai bên có nắp (áo chẽn của sĩ quan cao cấp đôi khi có túi áo hai bên được gắn thêm nắp túi), và tay áo đã được gập lại. Vạt cài cúc trước và nắp túi được cố định bằng các nút mạ vàng mang biểu tượng cờ hiệu Quân lực Quốc gia Khmer.  

### Quân phục ngụy trang
Bộ đồ bay ngụy trang mẫu "cao nguyên" mua riêng của Thái được phi hành đoàn gunship Douglas AC-47D Spooky Không lực Quốc gia Khmer sử dụng trong một số dịp, chẳng hạn như đợt các thành viên của tổ bay đầu tiên được gửi đến huấn luyện gunship tại căn cứ không quân Udorn ở Thái Lan vào tháng 5-6 năm 1973.

### Giày trận
Với bộ đồng phục mặc hằng ngày, tất cả nhân viên mặt đất trong không quân đều mang loại giày bốt quân đội M-1943 của Mỹ da nâu hoặc giày bốt màu nhiệt đới bằng vải và cao su ‘Pataugas’ của Pháp và các loại xăng đan; từ sau năm 1970, Không lực Quốc gia Khmer mới chuẩn hóa bằng loại giày bốt màu rừng da đen M-1967 của Mỹ và loại bốt Bata của Việt Nam Cộng hòa, đã thay thế nhiều loại giày trận cũ hơn.  

### Quân hàm
Hệ thống quân hàm của Không quân Hoàng gia Khmer sử dụng thống nhất với bảng xếp hạng cấp bậc của Lực lượng Vũ trang Quốc gia Khmer. Hệ thống cấp hiệu cũng mang đặc thù kiểu Pháp, chỉ khác biệt ở phù hiệu quân chủng. Cấp sĩ quan mang cấp hiệu trên cầu vai tháo được màu xanh nhạt (với lá nguyệt quế vàng được thêu bên lề ngoài dành cho tướng lĩnh); cấp hạ sĩ quan và binh sĩ thêu cấp hiệu ở cả hai tay áo trên. Đối với chiến phục, cấp sĩ quan thường đeo trên cổ áo ngực thay cho loại dây đeo vai trượt hai bên; lon kim loại kiểu quân đội gắn vào ngực thì chỉ có cấp hạ sĩ quan (tiếng Pháp: Hommes de troupe) mới được đeo trong khi cấp học viên thường không đeo phù hiệu. Sau tháng 3 năm 1970, Không quân Hoàng gia Khmer đã tiếp nhận loại cầu vai và dây đeo vai trượt mới có màu xanh Hoàng gia nhưng bảng cấp bậc cơ bản vẫn không thay đổi. Năm 1972, một số sĩ quan Không quân Quốc gia Khmer đã bắt đầu mặc loại đồ bay hoặc bộ quân phục dã chiến màu rừng xanh ôliu có phù hiệu bằng kim loại gắn trên cổ áo giống hệt với mẫu mà bên lục quân vừa tiếp nhận cùng năm.
| Cấp bậc        | Chữ Khmer | Chuyển ngữ Việt | Cấp bậc Pháp tương đương    | Cấp bậc Mỹ tương đương | Ghi chú           |
| -------------- | --------- | --------------- | --------------------------- | ---------------------- | ----------------- |
| Pʊəl too       | ពលទោ       | Binh nhì        | Aviateur de deuxième classe | Airman Basic           | Không có cấp hiệu |
| Pʊəl aek       | ពលឯក      | Binh nhất       | Aviateur de première classe | Airman                 |                   |
| Niey too       | នាយទោ       | Hạ sĩ           | Caporal                     | Airman 1st Class       |                   |
| Niey aek       | នាយឯក      | Hạ sĩ nhất      | Caporal-chef                | Senior Airman          |                   |
| Pʊəl baal trəy | ពលបាលត្រី    | Trung sĩ        | Sergent                     | Staff Sergeant         |                   |
| Pʊəl baal too  | ពលបាលទោ     | Trung sĩ nhất   | Sergent-chef                | Master Sergeant        |                   |
| Pʊəl baal aek  | ពលបាលឯក    | Thượng sĩ       | Adjudant                    | Chief Master Sergeant  |                   |
| Prɨn baal too  | ព្រឹន្ទបាលទោ   | Thượng sĩ nhất  | Sergent-chef                | Warrant Officer        |                   |
| Prɨn baal aek  | ព្រឹន្ទបាលឯក  | Chuẩn úy        | Aspirant                    | Chief Warrant Officer  |                   |
| Aknu trəy      | អនុត្រី      | Thiếu úy        | Sous-lieutenant             | 2nd Lieutenant         |                   |
| Aknu too       | អនុទោ       | Trung úy        | Lieutenant                  | 1st Lieutenant         |                   |
| Aknu aek       | អនុឯក      | Đại úy          | Capitaine                   | Captain                |                   |
| Vorak trəy     | វរត្រី      | Thiếu tá        | Commandant                  | Major                  |                   |
| Vorak too      | វរទោ       | Trung tá        | Lieutenant-Colonel          | Lieutenant Colonel     |                   |
| Vorak aek      | វរឯក      | Đại tá          | Colonel                     | Colonel                |                   |
| Utdɑm trəy     | ឧត្តមត្រី    | Chuẩn tướng     | Général de brigade aérienne | Brigadier-General      |                   |